# Pseudocapulinia lanosa
Pseudocapulinia lanosa är en insektsart som beskrevs av Hempel 1932. Pseudocapulinia lanosa ingår i släktet Pseudocapulinia och familjen filtsköldlöss. Inga underarter finns listade i Catalogue of Life.